# عامل سيغما
عامل سيغما عامل سيغما σ هو بروتين ضروري فقط لبدء تركيب الحمض النووي الريبسومي، وهو عامل تحفيزي لبدء النسخ في البكتيريا يساعد في الربط بين الإنزيم الذي يقوم بنسخ الحمض النووي (DNA Polymerase) والجينات اللازمة لبدء نسخ الحمض النووي .
يختلف عامل سيغما المتخصص اللازم لبدء نسخ جين معين من جين لأخر اعتماداً على الجينات وعلى الاشارات البيئية اللازمة لبدء نسخ من هذا الجين، يعتمد اختيار الجين للربط بالإنزيم لبدء النسخ على عامل سيغما المصاحب له، حيث يحتوي كل جزيء من الإنزيم الذي يقوم بنسخ الحمض الريبوسومي (RNA Polymerase) على وحدة صغيره من عامل سيغما، يوجد في البكتريا النموذجية الايشريشيا كولاي واحد من تلك العوامل المذكورة أدناه.
عدد عوامل سيغما يختلف بين فصائل البكتريا المختلفة فمثلاً بكتيريا الايشريشيا كولاي تحتوي سبعة من عوامل سيغما، وهذه العوامل تتميز عن بعضها بأوزانها الجزيئية المميزة لهم، على سبيل المثال يشير σ70 إلى عامل سيغما مع الوزن الجزيئي 70 كيلو دالتون.
يقوم إنزيم البلمرة المتكون من الإنزيم الناسخ للحمض الريبوسومي وجزيء عامل سيغما بالنسخ من قالب الحمض النووي، وبمجرد اكتمال البدء في نسخ الحمض الريبوسومي فان عامل سيغما يسيتطيع مغادرة الرابطة.

## عوامل سيغما المتخصصة
تستخدم عوامل سيغما مختلفة تحت ظروف بيئية مختلفة. هذه العوامل المتخصصة تتربط بالجينات المناسبة للظروف البيئية، مما يؤدي الي زيادة معدل النسخ من هذه الجينات.
عوامل سيغما في الايشيريشيا كولاي :
يدعي σ70(RpoD) - σA - عامل سيغما المنظم أو كما يدعي أيضا عامل سيغما الابتدائي مسئول عن نسخ معظم الجينات في الخلايا المتنامية. كل خلية لديها عامل سيغما المنظم الذي يحافظ على الجينات والأنشطة الأساسية. في حالة كولاي وغيرها من البكتيريا على شكل قضيب سلبية الغرام يكون عامل سيغما المنظم هو σ70، تحتوي الجينات التي يتم التعرف عليها عن طريق σ70 على تسلسل مماثل لبعضها وهي تتكون من جزئين  اعتمادا على قاعدة الحمض النووي المقابلة لبداية نسخة الحمض الريبوسومي، ويتركز هذا التسلسل في 10 ل 35 نيكلوتيد قبل بدء النسخ .
σ19 (FecI) - عامل سيغما الخاص بسترات الحديديك، وينظم جين FEC المسئول عن نقل الحديد.
σ24 (RopE)- عامل سيغما المسئول عن التوترات الحرارية.
σ28 (RpoF) - عامل سيغما سوطي.
σ32 (RpoH) - عامل الصدمة الحرارية سيغما، يتم تشغيله عندما تتعرض البكتيريا للحرارة. حيث ينتج بروتينات أخري تحمي الخلية من التغير الحراري وذلك عن طريق ارتباطه بالبوليميريز، بعض الانزيمات التي يتم انتاجها عند تفعيل σ32 هي chaperones, proteases، والإنزيمات المسؤلة عن إصلاح الحمض النووي.
σ38 (RpoS) - عامل سيغما الخاص بنقص الغذاء.
σ54 (RpoN) - عامل سيغما الخاص بالحد من النيتروجين.
وهناك أيضا عوامل مضادة للسيغما التي تحول دون وظيفة العوامل سيغما والعوامل المضادة للمضادة للسيغما التي تُعيد وظيفة عامل سيغما.

## التركيب
لدى عوامل سيجما أربعة مناطق رئيسية للتحكم في وظيفتها؛ وكذلك هذه المناطق تنقسم لقسمين (مثل 2 يشمل 2.1، 2.2، إلخ)
وجدت المنطقة 1.1 فقط في العوامل سيغما الأساسية (RpoD، RpoS في الايشريشيا كولاي). وتشارك في ضمان عامل سيغما ستكون ملزمة بالارتباط بجين البدء فقط عند وجود الانزيم الناسخ للحمض الريبوسومي.
لمنطقة 2.4 تقر وبربط بجين البدء -10 (وتسمى "الصندوق Pribnow").
المنطقة 4.2 ترتبط بجين البدء -35.
يوجد استثناء واحد لهذه المنظمة هو في العوامل سيغما σ54 من نوع البروتينات مثل لσ54 / RpoN برغم كونها عوامل وظيفية، ولكنها تختلف اختلافا كبيرا في تسلسل الأحماض الأمينية الأساسية.
وكان يعتقد في السابق أن إنزيم البلمرة يبدأ النسخ بأكمله، في حين أن الجزء الأساسي من إنزيم البلمرة وحده يُكون الحمض النووي الريبسومي. وهكذا، كان الرأي المقبول أن عامل سيغما يجب أن ينأى على الانتقال من بدء النسخ إلى اكمال النسخ (ويسمى هذا التحول "الهروب المروج").
واستند هذا الرأي على تحليل المركبات المكونة من الإنزيم الناسخ للحمض النووي الريبوسومي عند بدء النسخ وفي مراحل تكملته وفي النهاية،  وأخيرا توصلت نماذج بناء هذه المركبات الي أنه حين يصبح الحمض الريبوسومي الناتج أطول من ~ 15 نيوكليوتيد فأن سيغما يجب أن تغادر المركب، لأنه ليس هناك اشتباكات فراغية بين الحمض الريبوسومي وسيغما.
ومع ذلك، فقد أظهرت دراسة حديثة أن σ70 يمكن أن تستمر في المركب، على الأقل خلال استطالة النسخ في البداية.
تتفق جميع الدراسات مع افتراض أن انفصال جينات البدء يقلل من العمر الافتراضي للتفاعل سيغما الأساسية من فترة طويلة جدا في بدء (طويل جدا بحيث لا يمكن قياسها في تجربة بيوكيميائية نموذجية) إلى فترة أقصر للقياس عند انتقال من النسخ إلى الاستطالة.

## دورة σ
كان يعتقد لفترة طويلة أن العامل σ لابد أن يترك الإنزيم بعد أن يكون قد بدأ النسخ، ويسمح للσ الحرة الوصول إلى إنزيم آخر والشروع في النسخ في موقع آخر.
وهكذا تتم دورات σ من نواة واحدة إلى أخرى، ثم توصل ريتشارد إلبرت وزملاء العمل، وذلك باستخدام نقل الطاقة بالرنين، إلى أن σ لا يجب بالضرورة ان يترك المركب. ولكن بدلا من ذلك فإن عامل سيغما يقوم بتغير درجة الترابط خلال دورة النسخ فيُكون في بداية النسخ رابطة قوية ثم تضعف الرابطة خلال استطالة واكمال النسخ.